# Jimmy Aubrey
Jimmy Aubrey (Liverpool, Merseyside, Inglaterra, 23 de outubro de 1887 — Woodland Hills, Califórnia, Estados Unidos, 2 de setembro de 1983) foi um ator inglês que trabalhou com Charlie Chaplin e Laurel & Hardy, depois de ter ido com a companhia de Fred Karno para os Estados Unidos. No entanto, ele deixou de começar por conta própria no Vaudeville. Começou em comédias e, em seguida, foi para papéis cômicos no drama.
Aubrey apareceu em 419 filmes entre 1915 e 1953.

## Filmografia parcial
- The King's Thief (1955)
- Dangerous When Wet (1953)
- Jiggs and Maggie in Jackpot Jitters (1949)
- Jiggs and Maggie in Court (1948)
- Jiggs and Maggie in Society (1947)
- The Green Years (1946)
- O Médico e o Monstro (1941)
- Mr. Moto Takes a Vacation (1939)
- Loser's End (1935)
- Sons of the Desert (1933)
- Women Men Marry (1931)
- The Sky Hawk (1929)
- That's My Wife (1929)
- Their Purple Moment (1928)
- The Little Wild Girl (1928)
- The Tourist (1921)
- The Blizzard (1921)
- The Mysterious Stranger (1921)
- The Nuisance (1921)
- The Backyard (1920)
- His Jonah Day (1920)
- The Trouble Hunter (1920)
- The Decorator (1920)
- Springtime (1920)
- He Laughs Last (1920)
- Pals and Pugs (1920)
- Fists and Fodder (1920)
- Squeaks and Squawks (1920)
- Maids and Muslin (1920)
- Dames and Dentists (1920)
- Switches and Sweeties (1919)
- Bungs and Bunglers (1919)
- Squabs and Squabbles (1919)
- Mates and Models (1919)
- Yaps and Yokels (1919)
- Flips and Flops (1919)
- Healthy and Happy (1919)
- Tootsies and Tamales (1919)
- Mules and Mortgages (1919)
- Jazz and Jailbirds (1919)
- Soapsuds and Sapheads (1919)
- Laughing Gas (1915)